# 内陸開発途上国
内陸開発途上国（ないりくかいはつとじょうこく、Landlocked Developing Country, LLDC）とは、開発途上国のうち、内陸国である国のことである。通過輸送コストが大きいことなど、開発途上国一般に比べて特別の考慮を要する。全世界で32カ国が該当し、そのうちの17カ国は後発開発途上国である。
2000年頃から定着し始めた概念である。2003年にカザフスタンのアルマトイで、内陸国に関する問題を扱う初の閣僚級会議が開かれた。

## 現在の内陸開発途上国一覧
2021年10月時点において、内陸開発途上国に分類されている国は以下の32ヶ国である。

### アフリカ（16カ国）
- ボツワナ[注釈 2]
- ブルキナファソ[注釈 3]
- ブルンジ[注釈 3]
- 中央アフリカ共和国[注釈 3]
- チャド[注釈 3]
- エチオピア[注釈 3]
- レソト[注釈 3]
- マラウイ[注釈 3]
- マリ[注釈 3]
- ニジェール[注釈 3]
- ルワンダ[注釈 3]
- 南スーダン[注釈 3]
- エスワティニ
- ウガンダ[注釈 3]
- ザンビア[注釈 3]
- ジンバブエ

### アジア（10カ国）
- アフガニスタン[注釈 3]
- ブータン [注釈 4]
- カザフスタン
- キルギス
- ラオス[注釈 3]
- モンゴル
- ネパール[注釈 3]
- タジキスタン
- トルクメニスタン
- ウズベキスタン

### ヨーロッパ（4カ国）
- アルメニア
- アゼルバイジャン
- 北マケドニア
- モルドバ

### 南アメリカ（2カ国）
- ボリビア
- パラグアイ